# Ronciglione
Ronciglione es una localidad y comune italiana de la provincia de Viterbo, región de Lacio, con 8.852 habitantes.
Perteneció a los Farnesio desde 1526, los cuales, la unieron al Ducado de Castro. A su desaparición en 1649 la ciudad pasó a los Estados Pontificios.

## Evolución demográfica
| Gráfica de evolución demográfica de Ronciglione entre 1861 y 2001 |
|                                                                   |
| Fuente ISTAT - elaboración gráfica de Wikipedia                   |